# Amerax jezik
Amerax jezik (ISO 639-3: aex; povučen), jedan od jezika koji je izgubio svoj status 14. siječnja 2008. kad mu je povučen kodni naziv, a on uklopljen u engleski.
Ameraxom su govorili zatvorenici u američkim zatvorima koji su bili preobračeni na islam. Prema Cowanu (1990) bio je pod arapskim utjecajem. Govorio se samo kao drugi jezik.

## Vanjske poveznice
- Ethnologue (15th)
- Ethnologue (16th)